# Bruce Welch
Bruce Welch OBE, (* jako Bruce Cripps; 2. listopadu 1941, Bognor Regis, Sussex, Anglie) je britský kytarista, hudební producent, skladatel a zpěvák. Byl zakládajícím členem skupiny The Shadows. V roce 2004 byl oceněn Řádem britského impéria.